# SN 2002cn
SN 2002cn – supernowa typu Ia odkryta 7 kwietnia 2002 roku w galaktyce A135321-1215. W momencie odkrycia miała maksymalną jasność 22,30m.